# West Ham United Football Club
O West Ham United Football Club é um clube de futebol inglês baseado em East End, na região leste de Londres, fundado em 29 de junho de 1895. Seus principais títulos são uma conquista da Taça dos Clubes Vencedores de Taças, uma Liga Conferência Europa da UEFA e três Copas da Inglaterra. 
É um dos clubes mais tradicionais da Inglaterra e de todo Reino Unido, sendo um dos 20 que já disputaram por pelo menos 60 temporadas a Premier League, o 16º clube que mais pontuou em todas as edições, o décimo que mais disputou a Premier League, e um dos 17 com pelo menos três títulos da Copa da Inglaterra. 
No ano de 2015, o jornal britânico Daily Mail publicou um estudo sobre os 50 maiores clubes da Inglaterra, utilizando os critérios de títulos, média de posições no Campeonato Inglês desde a sua primeira temporada, média de público, estrelas (selecionáveis e jogadores em de Copas do Mundo), popularidade internacional e recursos financeiros, com o West Ham vindo a ocupar a décima segunda colocação nessa ocasião.
Manda os seus jogos no Estádio Olímpico de Londres, que foi construído para os Jogos Olímpicos de Verão de 2012. Depois de uma reforma no estádio, a capacidade foi de 80 mil para 57 mil lugares, em dezembro de 2018 para 60 mil e depois para os 62.500 lugares.

Escudo utilizado de 1998 até 2016

Outro fato marcante é o de que, mesmo tendo número modesto de títulos em relação aos maiores clubes ingleses, quando atravessou aquela que talvez tenha sido a melhor fase de sua história, ter sido um dos dois clubes que mais forneceram jogadores para o elenco que conquistou o único título da Seleção Inglesa numa Copa do Mundo FIFA, na edição de 1966: três, assim como o Manchester United. Além disso, os três hammers convocados para aquele mundial estiveram entre os onze titulares na decisão (do Manchester estiveram dois, Bobby Charlton e Nobby Stiles): o lendário zagueiro Bobby Moore, capitão do English Team e, por conseguinte, quem ergueu a taça; e a dupla de ataque Geoff Hurst e Martin Peters, autores dos quatro gols que deram o título aos ingleses. Hurst ainda detém o recorde de artilharia em uma final de Copa, tendo marcado três vezes. A sua maior conquista foi a Taça dos Clubes Campeões Europeus de 1964–65.
O clube também se destaca por ter revelado vários jogadores talentosos como Frank Lampard, Rio Ferdinand, Michael Carrick, Jermain Defoe, Joe Cole, Paul Ince, Bobby Zamora, Glen Johnson, Anton Ferdinand, Mark Noble, Trevor Brooking, Yossi Benayoun, entre tantos outros talentos. O West Ham tornou-se ainda mais popular no Brasil quando, em agosto de 2006, contratou os jogadores argentinos Carlos Tévez e Javier Mascherano, que então defendiam o Corinthians.
O clube londrino possui ilustres torcedores como Steve Harris, baixista, líder e principal compositor do Iron Maiden, que a partir do bordão do time "Up the Hammers" criou um bordão pra sua banda; "Up the Irons". Harris nos anos 70, chegou a atuar em suas categorias de base, antes de seguir o caminho da música. Outros torcedores são os líderes políticos, Barack Obama, que passou a admirar o West Ham quando estava em Londres, a rainha Elizabeth II, que quando um de seus empregados comentavam sobre um jogo do rival Millwall, ela manifestou a sua paixão pelos Hammers, e também Dino Thomas, personagem da saga Harry Potter, que tem um pôster do time sobre sua cabeceira no dormitório da Grifinória. A região onde está localizado o West Ham, East End, é reduto do proletariado e de imigrantes.

## História
O West Ham foi fundado em 1895 por trabalhadores da Thames Ironworks and Shipbuilding Co. Ltd, um estaleiro localizado no Rio Tâmisa, nove anos antes da construção do seu estádio, o Boleyn Ground, que é mais conhecido como Upton Park por se localizar no distrito londrino do mesmo nome. Inicialmente levava o nome do estaleiro, mudando para o atual, em homenagem a um distrito na zona leste de Londres, em 1900.

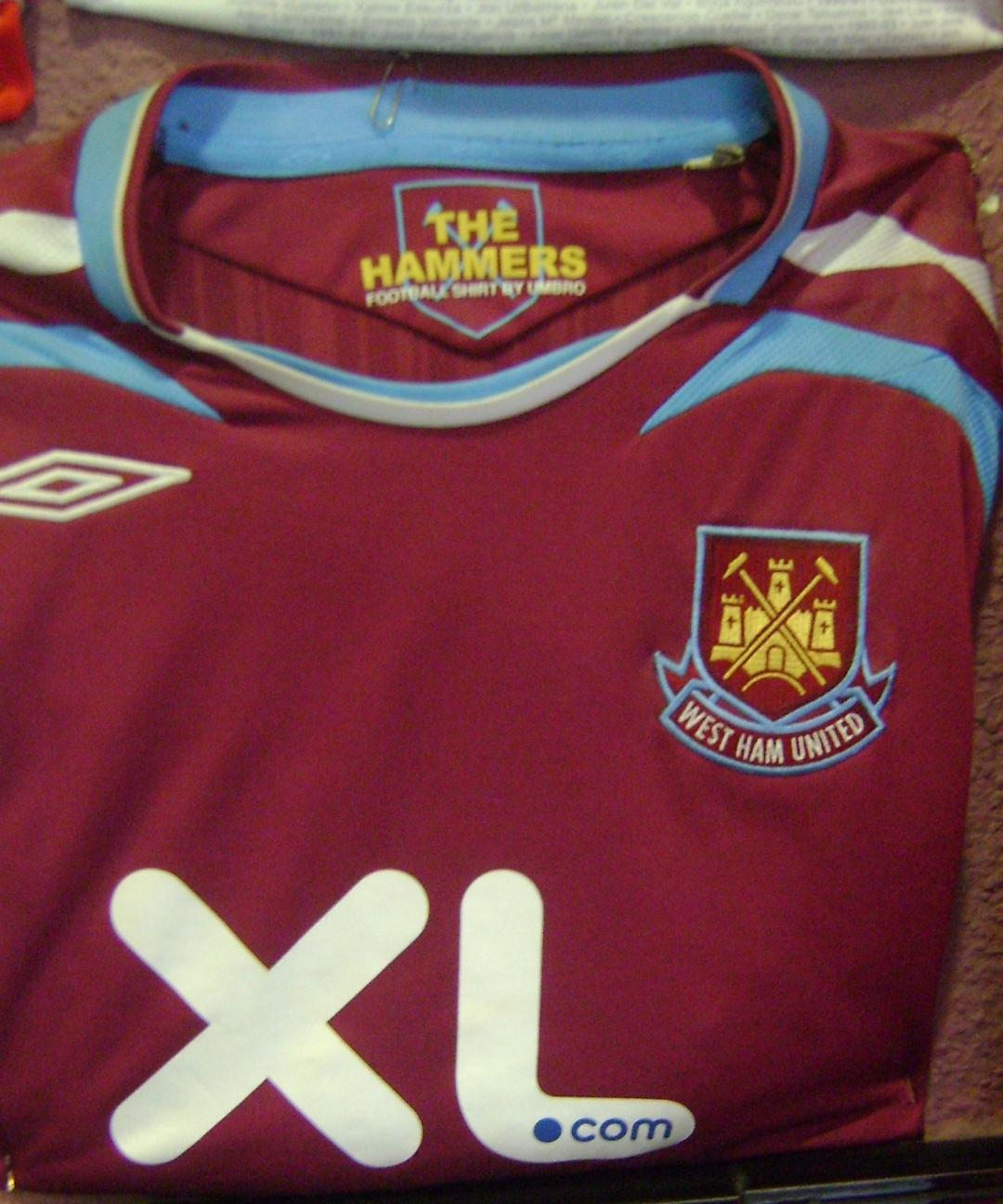
Camisa do West Ham da temporada 2007–08

Uma característica filosófica do West Ham é valorizar o trabalho de seus treinadores, pois até 1989, o clube só havia tido cinco treinadores em sua história. Seu uniforme, assim como os do Burnley e do Scunthorpe United, é inspirado no do Aston Villa, que é caracterizado pelo calção e meiões na cor branca e pela camisa grená com mangas azuis.
Este clube tornou-se ainda mais mediático depois do filme "Green Street Hooligans" colocá-lo no centro do argumento do filme, que demonstra também o dérbi contra o Millwall como seu clássico de maior rivalidade. Há também o filme Cass de 2008, que ilustra essa rivalidade. Como os confrontos com o Millwall rarearam com a frequente estadia deste na segunda ou terceira divisão do campeonato inglês há algum tempo, os clássicos do West Ham têm sido principalmente os contra as grandes outras equipes londrinas presentes na elite: Arsenal, Tottenham e Chelsea.
Em 1919, ainda militava na EFL Championship (segunda divisão do Campeonato Inglês), em seguida sendo promovido à Primeira Divisão em 1923, e neste mesmo ano fez a final da Taça da FA Cup, ao perder no antigo estádio de Wembley por 2 a 0. Seu oponente era o Bolton Wanderers, com um público estimado tendo comparecido ao jogo em torno de 200 000 (126 047 foram registrados oficialmente), considerando também os que não puderam entrar em Wembley.

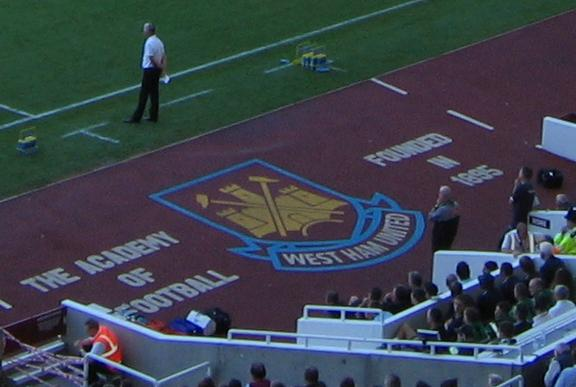
"Academy of Football"

Em 1932 o West Ham foi para a segunda divisão e o treinador já há longo prazo no cargo, Syd King, foi despedido após ter gerido o clube por 32 anos, tendo-o defendido também como jogador de 1899 a 1903. Foi substituído pelo seu assistente Charlie Paynter, que ele mesmo tinha trazido ao West Ham, até 1950, tendo Charlie participado de um total de 480 jogos.
O clube passou a maioria dos 30 anos seguintes nesta divisão, primeiramente sob Paynter e então mais tarde sob a liderança do jogador anterior Ted Fenton. Fenton começou no clube promovendo-o mais uma vez ao nível superior de futebol inglês em 1958, e seu trabalho valorizou demais as equipes de base, formadoras do grupo das estrelas futuras do West Ham. Ron Greenwood foi preparado por Fenton para ser o seu sucessor, e em 1961 os dois conduziram o clube a duas de suas maiores conquistas, a Copa da Inglaterra em 1964 e a Recopa Européia em 1965.
A final da Copa da Inglaterra de 1964 foi contra o Preston North End, com vitória do West Ham por 3 a 2, com cem mil pessoas se espremendo em Wembley, com gols de John Sissons, Geoff Hurst e Ron Boyce, descontando Doug Holden e Alex Dawson para o Preston North End.

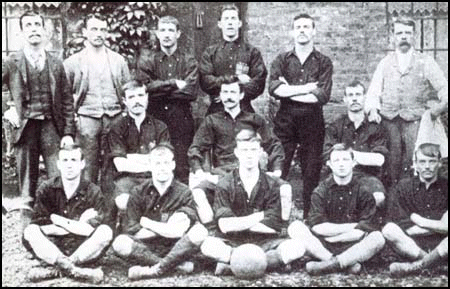
Time do West Ham em 1895

A conquista da Recopa aconteceu em 19 de maio de 1965, novamente no Estádio de Wembley lotado por 100 000 torcedores, com o West Ham vindo a ganhar do time alemão do 1860 München por 2 a 0, dois gols de Sealey, aos 70' e 72' de jogo.
Durante a Copa do Mundo FIFA de 1966, alguns dos principais jogadores da campeã Inglaterra atuavam pelo West Ham, incluindo o capitão, Bobby Moore, Martin Peters (que marcou o último gol), e Geoff Hurst, que marcou três gols, inclusive o gol decisivo na final dessa Copa do Mundo, o terceiro, reclamado pelos alemães até os dias de hoje.
Há uma estátua dos campeões em frente ao estádio de Boleyn, comemorando o titulo dos três jogadores que ajudaram a vitória na Copa do Mundo de 1966, cujos nomes, são: Bobby Moore, Geoff Hurst e Martin Peters, acompanhados por Ramon "Ray" Wilson, que na época era jogador do Everton.
Depois que um começo difícil na temporada 1974–75, Greenwood foi promovido para diretor-geral, apontando o seu assistente John Lyall para técnico da equipe. O resultado foi de sucesso imediato - a equipe marcou 20 gols em seus primeiros quatro jogos combinados e ganhou o copa da FA, com dois gols de Allan Taylor, aos 60 e 64 minutos de jogo, quando bateram o também londrino Fulham por 2 a 0 na finalíssima de 1975.

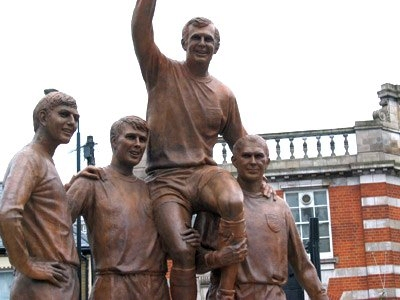
Estátua dos campeões mundiais de 1966 na Barking Road

Lyall levou então o West Ham a uma outra final de copa europeia, a Final da Taça em 1976, embora a equipe tenha perdido por 4 a 2 para o Anderlecht. Greenwood, de posse do cargo de diretor-geral, durou menos de três anos, já que foi escolhido para treinar a Seleção da Inglaterra, e como consequência ele se desliga em 1977.
Em 1978, o West Ham foi rebaixado de novo à segunda divisão, mas Lyall foi mantido enquanto gerente e conduzido a equipe a uma vitória na Copa da Inglaterra por 1 a 0 no confronto contra o Arsenal, em 1980, com gol de Trevor Brooking, com o Estádio de Wembley como nas outras finais totalmente lotado por 100 mil pessoas, em mais uma vitória da Copa contra um rival londrino. Este feito foi notável, porque nenhuma equipe de fora da divisão principal ganhou este troféu desde então.
O West Ham subiu novamente em 1981, mas caiu outra vez em 1989. Este segundo rebaixamento conduziu a demissão de John Lyall, apesar dele ter conseguido a melhor colocação na Liga Inglesa, terceiro em 1986.
Após Lyall, Lou Macari conduziu momentaneamente a equipe, embora tenha renunciado após uma única temporada a fim de afastar o seu nome das alegações da aposta ilegal, enquanto gerente da cidade de Swindon. Em Bonds, na divisão anterior em (1990–91), o West Ham fixou outra vez a sua promoção à primeira divisão.
Na seguinte temporada foi rebaixado outra vez à segunda divisão, que tinha sido rebatizada como divisão um, como parte dos realinhamentos da liga que cercaram a criação da Premier League em 1992. O West Ham passou a temporada 1992–93 na Segunda Divisão, terminando em segundo e retornando à primeira liga em maio de 1993.
Redknapp conduziu o West Ham ao quinto lugar na temporada 1998–99, mas faltou a qualificação automática para a Copa da UEFA, e qualificou-a preferivelmente como vencedores da Copa Intertoto.

## Século XXI
Apesar de consolidar boas posições em várias  temporadas, por conta de um desacordo com o conselho de administração durante o fim da temporada 2000-01, Redknapp foi substituído por Glen Roeder, promovido das divisões de base.
Com Roeder, a primeira temporada de sua equipe terminou em sétimo lugar, mas na temporada seguinte o West Ham veio a perder por goleada em diversos confrontos (7 a 1 para o Blackburn, 5 a 0 para o Everton e 5 a 1 para o Chelsea), com a temporada tendo começado mal, conduzindo o clube ao rebaixamento. Roeder, que tinha faltado em vários jogos para que um tumor de cérebro que fosse tratado, foi despedido em 24 de agosto de 2003.
Com o seu novo técnico, Alan Pardew, os Hammers voltaram à Premier League em 2005, terminando em 9º lugar e chegando à final da FA Cup, vindo a perdê-la para o Liverpool, após uma disputa por pênaltis. No final da janela de transferências para a temporada 2006–07, os argentinos Carlos Tévez e Javier Mascherano chegaram ao West Ham, oriundos do Corinthians. Ambos os jogadores foram investigados pela Premier League, por problemas nas suas transferências, já que tinham sido omitidas nos registros oficiais da Premier League informações sobre terceiros interessados no contrato. O clube foi considerado culpado e multado em 5,5 milhão de libras em abril de 2007. Entretanto, o West Ham evitou uma perda ainda maior de pontos, que tornasse mais crítica a sua luta para manter-se na primeira divisão ao final da temporada 2006–07.

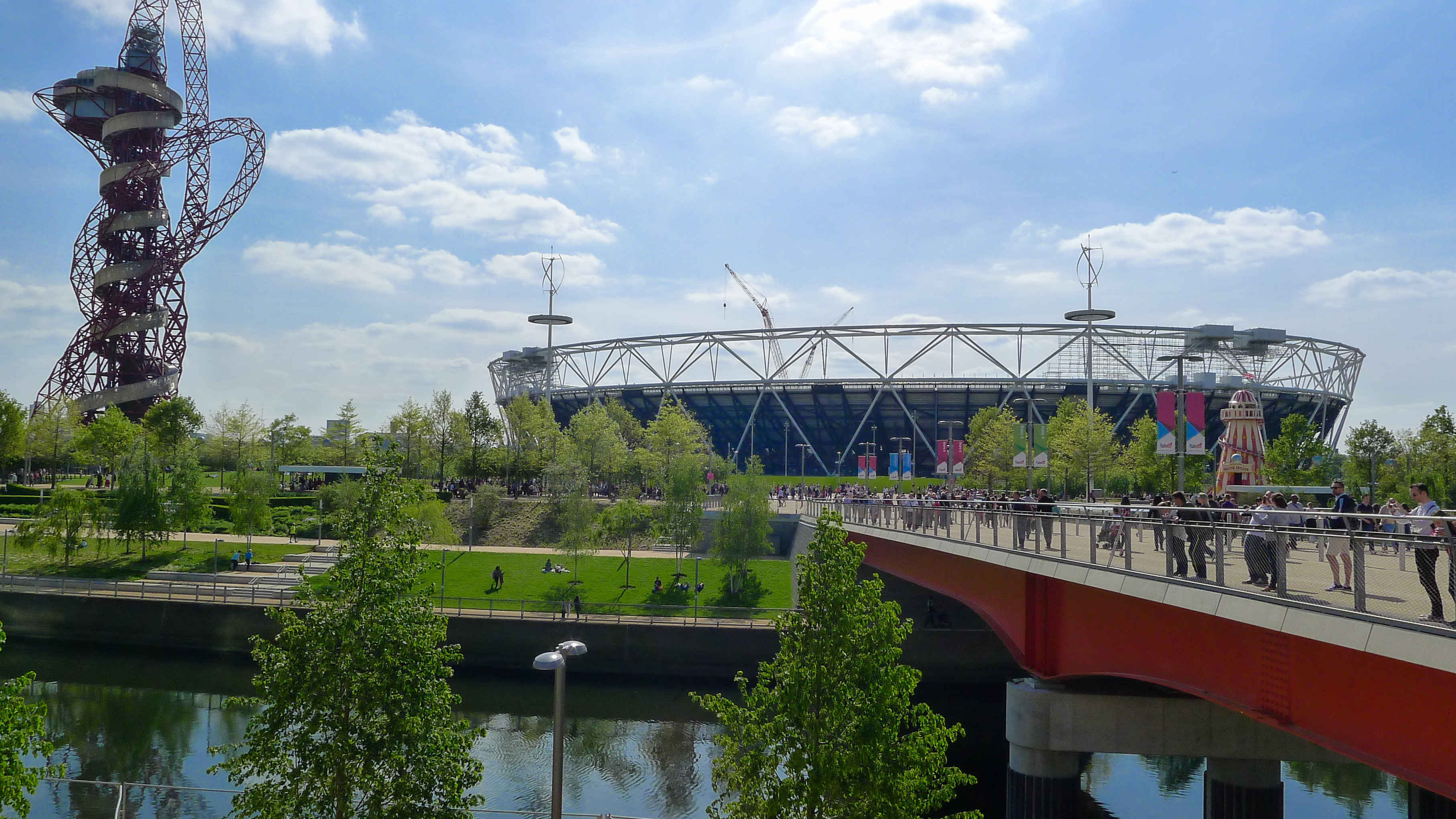
Estádio Olímpico de Londres, arrendado pelo West Ham, sua nova casa

O West Ham escapou do rebaixamento ganhando sete de seus últimos nove jogos, incluindo uma vitória 1 a 0 sobre o Arsenal, e na última rodada dessa temporada derrotou os campeões recentemente coroados do Manchester United por 1 a 0 com um gol de Tévez, para terminar, acima da zona de rebaixamento. Graças à Tévez, com as suas contribuições importantes para a sobrevivência do clube na liga, tendo marcado sete gols, cinco deles cruciais, nos últimos meses da temporada para manter a equipe na primeira divisão.
Na temporada 2007–08, o West Ham teve um lugar razoavelmente consistente na metade superior da tabela da liga; apesar disso, os novos contratados Craig Bellamy e Kieron Dyer, faltaram à maioria dos jogos da campanha. O último jogo da temporada, no campo  de Boleyn, levou o West Ham a conseguir um empate por 2 a 2, assegurando o 10º lugar, terminando três pontos na frente do rival londrino Tottenham. Era uma melhoria do cinco posições em relação à temporada anterior, bastante comemorada por todos no clube.
Após problemas com a divulgação da venda de dos defensores Anton Ferdinand e George McCartney para o Sunderland, o técnico Alan Curbishley renunciou em 3 de setembro de 2008. Seu sucessor, Gianfranco Zola tomou posse em 11 de setembro de 2008 e assim transformou-se no primeiro treinador estrangeiro desde o escocês Lou Macari, que era o único técnico não inglês, a treinar o clube até então.
Classificado para a disputa da Premier League na temporada 2010–11, o West Ham se colocou novamente na disputa entre os maiores clubes ingleses, sempre jogando para uma torcida fanática que lota frequentemente o seu estádio com médias próximas a 33 ou 34 mil torcedores por partida.
Em 2011 o West Ham ganhou a disputa contra o Tottenham para administrar o Estádio Olímpico de Londres, então com capacidade máxima para 80.000 pessoas. Neste mesmo ano foi rebaixado novamente para a EFL Championship, a segunda divisão, após derrota de virada para o Wigan Athletic fora de casa.
No dia 19 de maio de 2012, ao derrotar o Blackpool por 2 a 1 no Estádio de Wembley, perante 78 523 espectadores, o West Ham classificou-se para a disputa da Premier League de 2012–13, vindo a terminar posteriormente a maior competição do futebol inglês em 10º lugar.
No dia 10 de maio de 2016, a torcida e os jogadores se despediram do Upton Park em partida atrasada válida pela 35ª rodada da Premier League. Foi uma partida emocionante em que o West Ham saiu na frente com um gol de Diafra Sakho aos 10 minutos, levando a torcida ao delírio. Aos 6 minutos do segundo tempo, Anthony Martial empatou para o Manchester United e aos 27 virou o jogo, dando, assim, esperanças de classificar o United para a Liga dos Campeões da UEFA. Os donos da casa foram atrás e conseguiram o gol de empate com Michail Antonio, aos 31 minutos do segundo tempo, levando a torcida que já estava começando a desanimar ao delírio. E quatro minutos depois, aos 35 minutos, Dimitri Payet cobrou falta pela esquerda na cabeça do lateral-direito Winston Reid, que virou o jogo para os donos da casa, levando os mais de 35 000 presentes no último jogo no lendário Upton Park à loucura, em uma partida emocionante dentro de campo e nas arquibancadas pelas circunstâncias.
A partir da temporada 2016–17, o West Ham passou a mandar suas partidas no Estádio Olímpico de Londres, palco da abertura e competições do atletismo durante as Olimpíadas de Londres de 2012, pelo período de 99 anos.

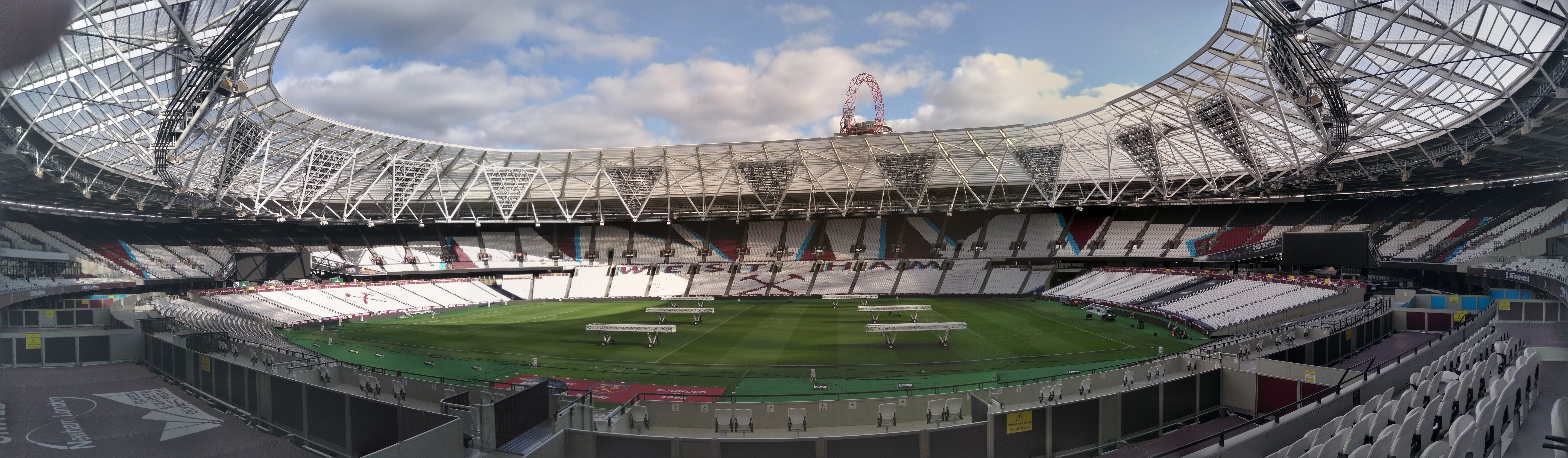
Vista panorâmica do interior do Estádio Olímpico de Londres

### Quebra do Jejum
O West Ham conquistou o título da segunda edição da história da Conference League ao vencer a Fiorentina por 2-1 em Praga e quebrou o jejum de 43 anos sem um título. O último havia sido a FA Cup da temporada 1979/80.
O West Ham começou a competição na fase de play offs enfrentando o Viborg da Dinamarca o placar agregado foi 6-1. O primeiro jogo ocorreu em Londres, onde os Hammes vencerão por 3-1, gols de Gianluca Scamacca aos 23, Jarrod Bowen 64, Michail Antonio aos 78 e Jacob Bonde aos 69 descontou para os dinamarqueses.[carece de fontes?] Com uma vantagem de 3 a 1 no jogo de ida, o West Ham ampliou a vantagem no placar agregado com golos de  Gianluca Scamacca, Benrahma fez 2 a 0 e Tomas Soucek fez o terceiro.
Classificado para fase de grupos o West Ham caiu no grupo junto com os tradicionais Anderlecht da Bélgica,Steaua București da Romênia e Silkeborg da Dinamarca.
Terminou com seis vitórias saldo de nove gols.
Pela fase Oitavas de final o West Ham enfretou o Larnaca do Chipre, o resultado agregado terminou com 6-0 para os ingleses. No primeiro jogo vitória inglesa por 2-0, os dois gols de Michail Antonio colocaram o West Ham em vantagem na Conference League. Decindindo em casa não tomaram conta dos cipriotas e aplicaram uma goleada por 4-0, gols de Scamacca 22', Bowen marcou um doblete o primeiro aos 48' e o segundo aos 50', pra fechar o placar Mubama aos 66'
Nas Quartas de final os Hammes enfrentaram Gent. O Gent recebeu o West Ham e foi superior durante quase toda a partida, mas perdeu oportunidades, assim não conseguiu um resultado melhor para se classificar na Inglaterra. O empate por 1 a 1 acabou sendo um bom resultado. No segundo jogo o Gent começou assustando o West Ham ao abrir o placar no Estádio Olímpico de Londres gol de Cuypers aos 26', contudo com gols de Michail Antonio aos 37' e 63',  Lucas Paquetá de pênalti aos 55' e Declan Rice fechou o placar aos 58'.
Em jogo referente à semifinal do Europa Conference League, o West Ham bateu o AZ Alkmaar, por 2x1, Tijani Reijnders abriu o placar, aos 41' para o AZ Alkmaar. Said Benrahma, empatou o jogo no minuto 12 do segundo tempo, após cobrança de um pênalti. Michail Antonio fechou o placar por 2-1.[carece de fontes?] No jogo de volta o AZ começou com pressão nos primeiros minutos,  por pouco não fez o primeiro gol. Depois o West Ham equilibrou terminando o primeiro tempo sem sustos. Na volta para o segundo tempo o AZ ocupava o campo de ataque e explorava as laterais, mas faltava precisão na finalização.  O The Academy of Football   gastou  tempo e os holandeses se desesperaram. Assim vaga na final veio aos 49 minutos, com o gol de Pablo Fornals.
A partida final ocorreu no dia 7 de junho de 2023, entre West Ham e ACF Fiorentina, na Fortuna Arena, em Praga, na República Tcheca. Em um jogo disputado fisicamente, todos os gols saíram apenas na segunda etapa. Logo no início do segundo tempo, em um ataque da equipe inglesa, Cristiano Biraghi, lateral da equipe italiana, deu um soco na bola dentro da grande área, resultando em um pênalti a favor do West Ham. Saïd Benrahma cobrou com força e no ângulo, convertendo para os Hammers. No entanto, logo em seguida, Giacomo Bonaventura acertou um belo chute de fora da área e empatou o jogo. À medida que o jogo chegava ao fim, a emoção aumentava, com ambas as equipes tendo claras chances de gol. No entanto, aos 89 minutos e 48 segundos do segundo tempo, após uma bela assistência de Lucas Paquetá, Jarrod Bowen correu mais rápido que todos para alcançar a bola lançada e marcou um gol espetacular, sem dar chances ao goleiro adversário. O jogo terminou em 2x1 para o West Ham, consagrando-se campeão da Liga Conferência Europa da UEFA. O fim do longo jejum de 43 anos sem título foi comemorado em grande estilo pelo West Ham e sua torcida. Um dia após a conquista da Liga Conferência, em Praga, a equipe inglesa retornou para casa e celebrou em um desfile de carro aberto pelas ruas de Londres, diante de milhares de torcedores.

## Estádio

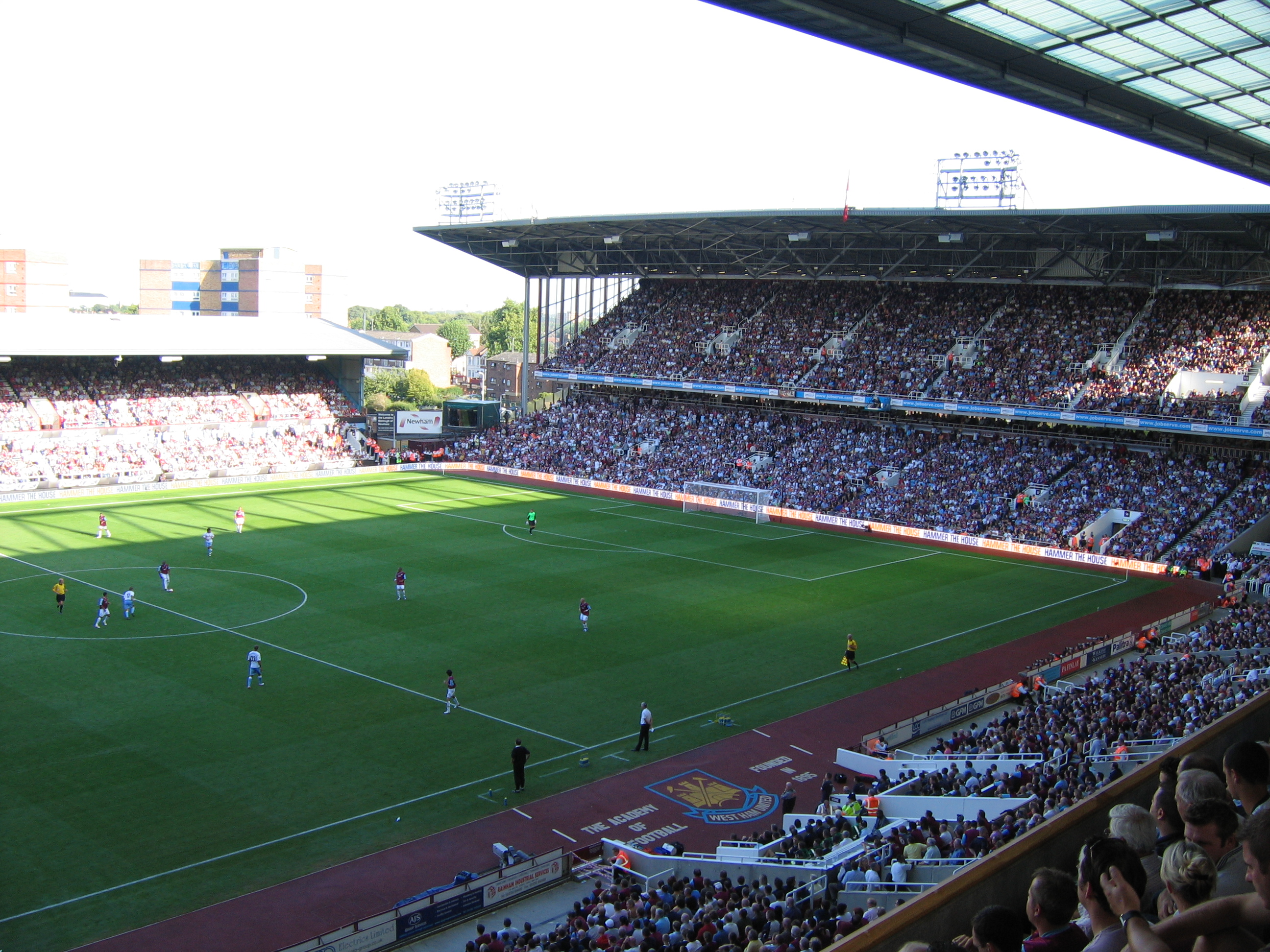
O Boleyn Ground em 2005

O antigo estádio do West Ham é o Boleyn Ground, conhecido geralmente como Upton Park, em Newham, no leste de Londres, com capacidade para 35 303 espectadores.

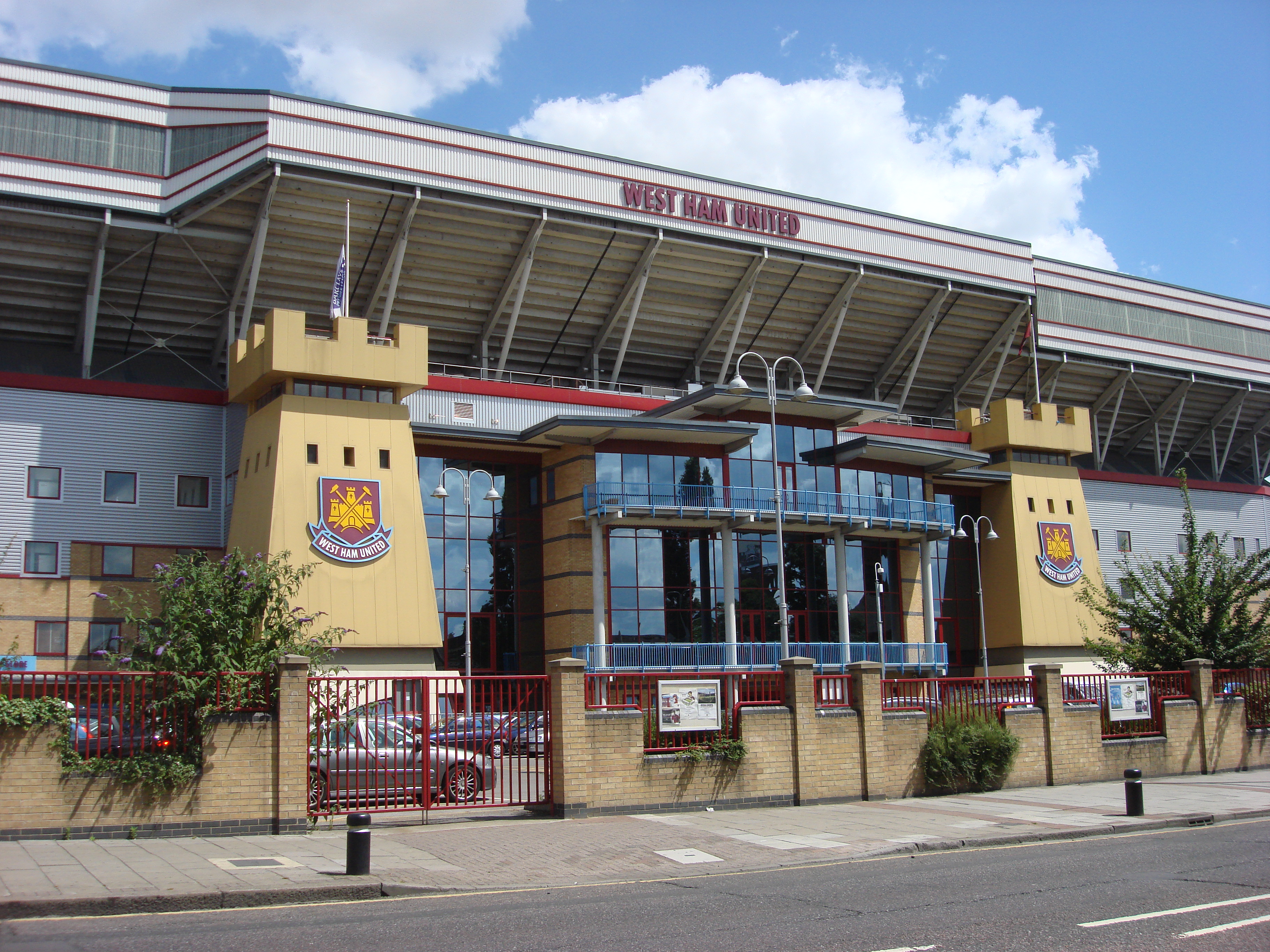
Fachada externa do Boleyn Ground

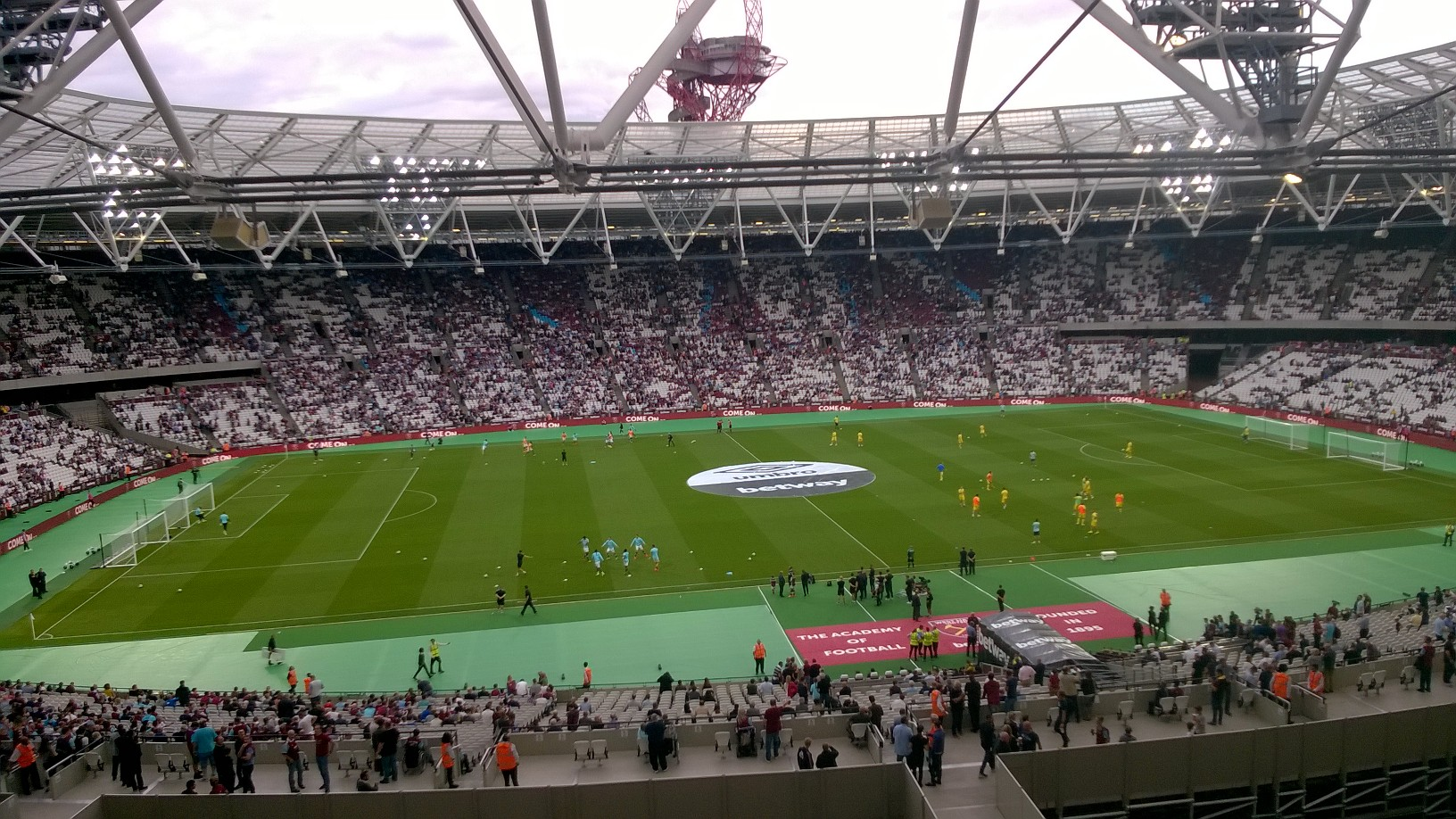
Visão interna do Estádio Olímpico de Londres

O clube foi escolhido para ficar com o Estádio Olímpico de Londres ao final dos Jogos Olímpicos de Londres, em 2012, de acordo com decisão da Companhia do Legado do Parque Olímpico (OPLC), após uma votação na qual o Tottenham acabou derrotado.

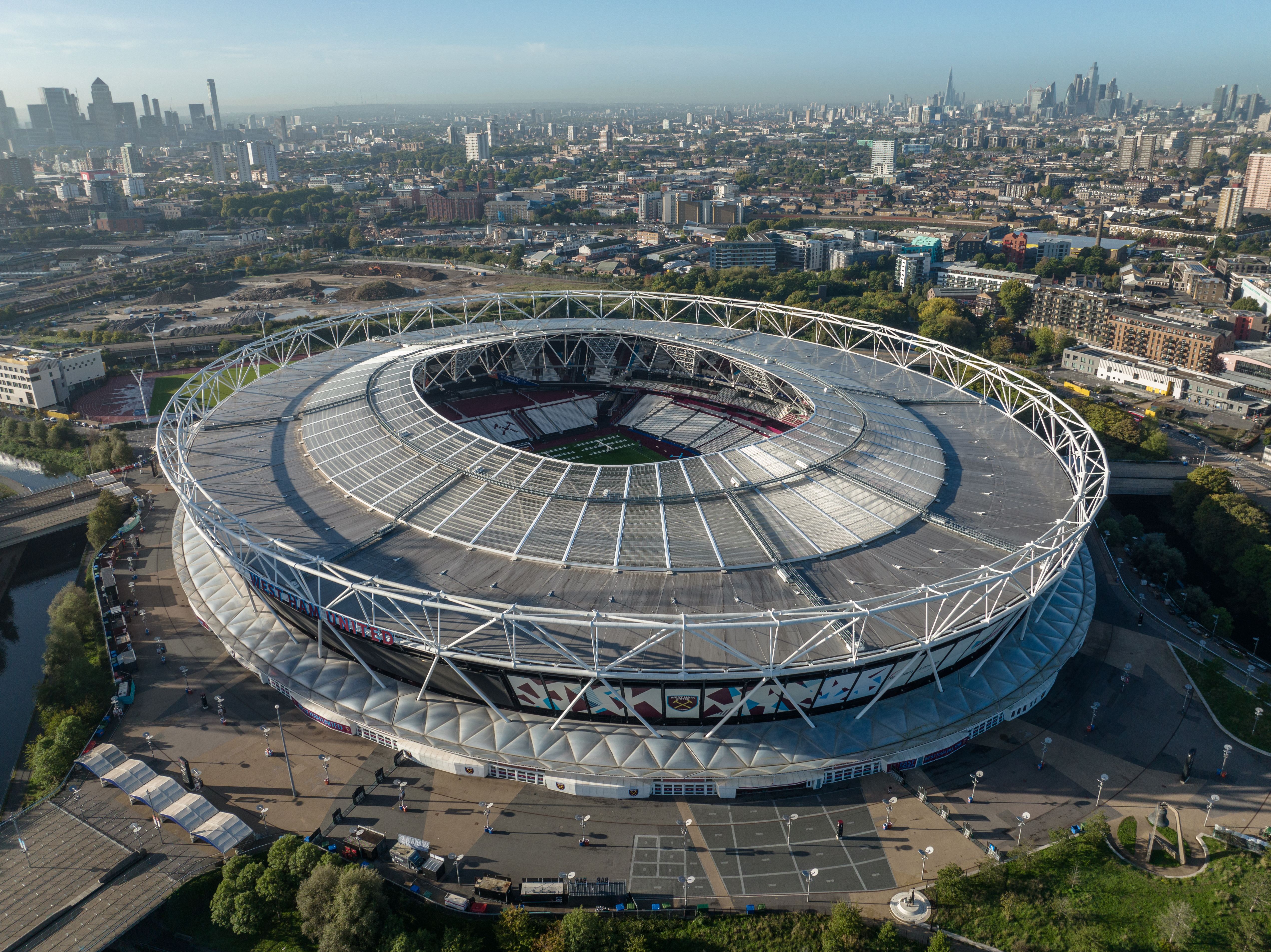
Estádio Olímpico de Londres

A decisão abriu espaço para que a diretoria pudesse adaptar o local (diminuindo a capacidade de 80.000 espectadores para cerca de 57.000), mas sem destruir a pista de atletismo, detalhe que foi fundamental para o West Ham ganhar a disputa contra o Tottenham pelo novo estádio, passando a ocupar o novo estádio a partir de 2015 e torná-lo seu estádio de jogo a partir de 2016. Em dezembro de 2018, o West Ham aumentou a capacidade de seu estádio de jogo para 60 000.
Após essa decisão, discussões políticas motivadas por interesses de outros clubes tentaram reverter esta decisão, mas esta foi reafirmada em 22 de março de 2013.

## Rivalidades
O West Ham mantém grandes rivalidades com diversos outros clubes, notadamente os outros clubes londrinos, sendo as mais fortes entre estes as contra Tottenham e Chelsea, e a maior e mais antiga rivalidade de todas contra os seus vizinhos do Millwall, já que  os dois clubes, West Ham e Millwall, tem origem em torno dos trabalhadores das indústrias siderúrgicas das regiões do Rio Tâmisa e das  indústrias siderúrgicas de Millwall, no passado disputando os mesmos jogadores, pois estes viviam nas mesmas localidades.

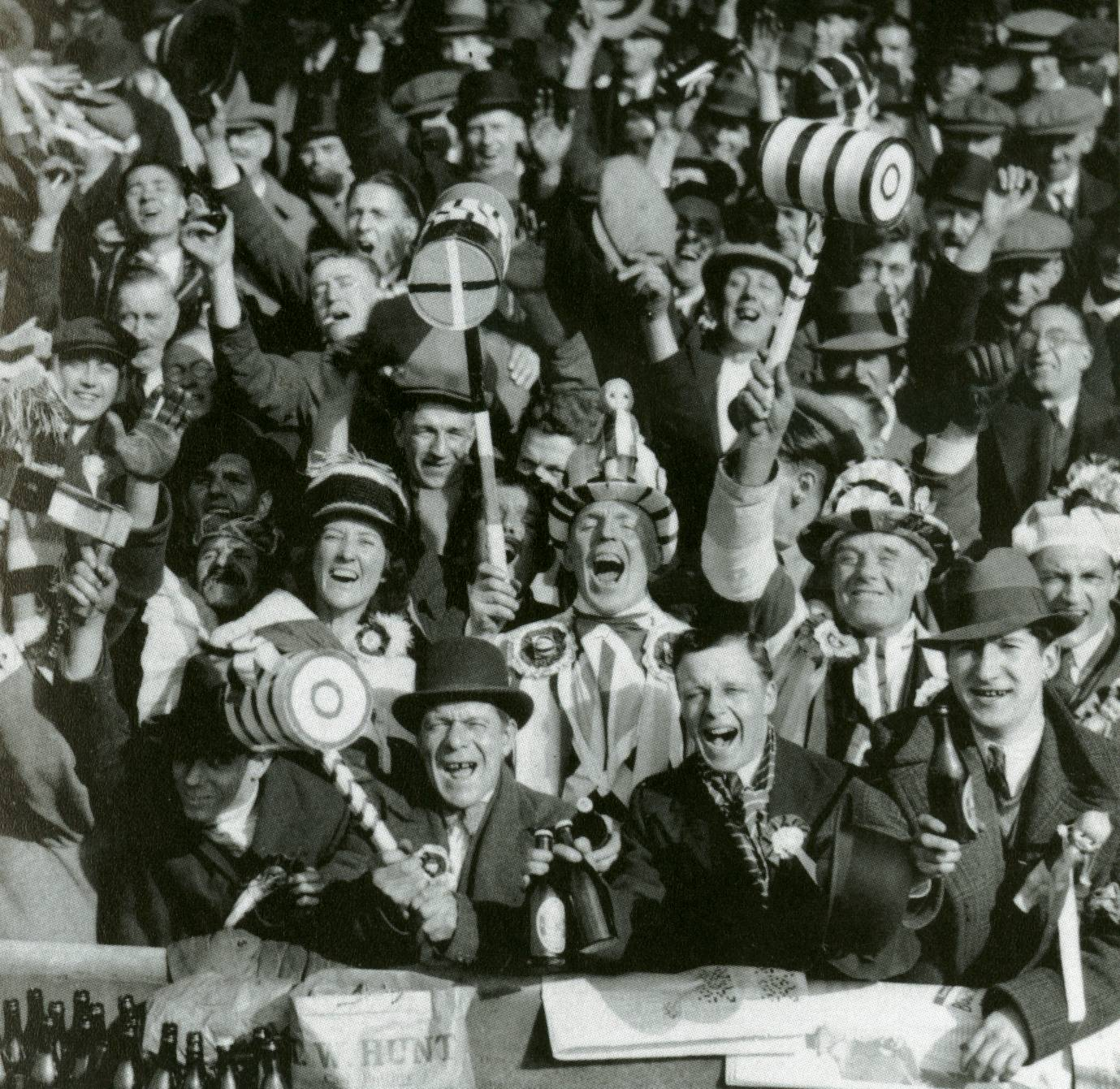
Torcedores do West Ham com seus "martelos" durante jogo da FA Cup em 1933.

A rivalidade entre o West Ham  e o Millwall sempre envolveu violência considerável, e é uma das mais notórias dentro do mundo do vandalismo do futebol.
Uma rivalidade não municipal é contra o Sheffield United, por conta de reivindicação deste clube para que o West Ham perdesse pontos na Premier League, por conta de ações polêmicas, ao contratar o atacante argentino Carlos Tévez. Em abril de 2007 a FA multou o West Ham em cinco milhões e meio de libras por um contrato permitindo a influência de terceiro interessado (ação considerada ilegal na Premier League inglesa), e tentando esconder a existência de tal contrato no negócio que trouxe Tévez e Javier Mascherano do Corinthians ao Upton Park. Um dia depois que o West Ham foi multado e perdeu pontos, começou a sua enorme luta para permanecer na Premier League, ao derrotar o Wigan por 3 a 0.
Nos seus últimos nove jogos, o West Ham conquistou 21 pontos, ao ganhar sete deles. O Sheffield United ganhou somente dois de seus últimos nove jogos, um deles derrotando o West Ham por 3 a 0 em casa, para neste momento abrir cinco pontos de vantagem, que seriam tirados nas rodadas seguintes.
A derrota do Sheffield United 2 a 1 por Wigan na última rodada selou o seu rebaixamento. Entrementes, o West Ham por ganhou 1 a 0 do Manchester United, com Carlos Tévez tendo marcado o gol único, assegurando a sua permanência na Premier League e aumentando a tensão nessa relação.
Esta ação do Sheffield United criou a recente rivalidade entre esses dois clubes.
Goleadas em clássicos londrinos
Jogos oficiais.
- Arsenal: 7–0, março de 1927 (a favor) ; 1–6, março de 1976 (contra)
- Charlton: 5–0, dezembro de 2000 (a favor) ; 0–3, março de 1988 (contra)
- Chelsea: 4–0, março de 1986 (a favor) ; 2–6, abril de 1966 (contra)
- Crystal Palace: 4–0, outubro de 1972 (a favor) ; 0–2, abril de 1992 (contra)
- Fulham: 7–2, fevereiro de 1968 (a favor) ; 0–5, novembro de 1936 (contra)
- Millwall: 3–0, abril de 1989 (a favor) ; 1–4, março de 2004 (contra)
- Tottenham: 4–0, fevereiro de 1964 (a favor) ; 1–6, agosto de 1962 (contra) [31]

## Títulos
| CONTINENTAIS | CONTINENTAIS                   | CONTINENTAIS | CONTINENTAIS               |
|              | Competição                     | Títulos      | Temporadas                 |
| ------------ | ------------------------------ | ------------ | -------------------------- |
|              | Liga Conferência da UEFA       | 1            | 2022-23                    |
|              | Recopa Europeia da UEFA        | 1            | 1964-65                    |
|              | Copa Intertoto da UEFA         | 1            | 1999                       |
| NACIONAIS    |                                |              |                            |
|              | Competição                     | Títulos      | Temporadas                 |
|              | Copa da Inglaterra             | 3            | 1963-64, 1974-75 e 1979-80 |
|              | Supercopa da Inglaterra        | 1            | 1964                       |
|              | Campeonato Inglês - 2ª Divisão | 2            | 1957-58 e 1980-81          |

Legenda
 Campeão invicto

## Campanhas de destaque

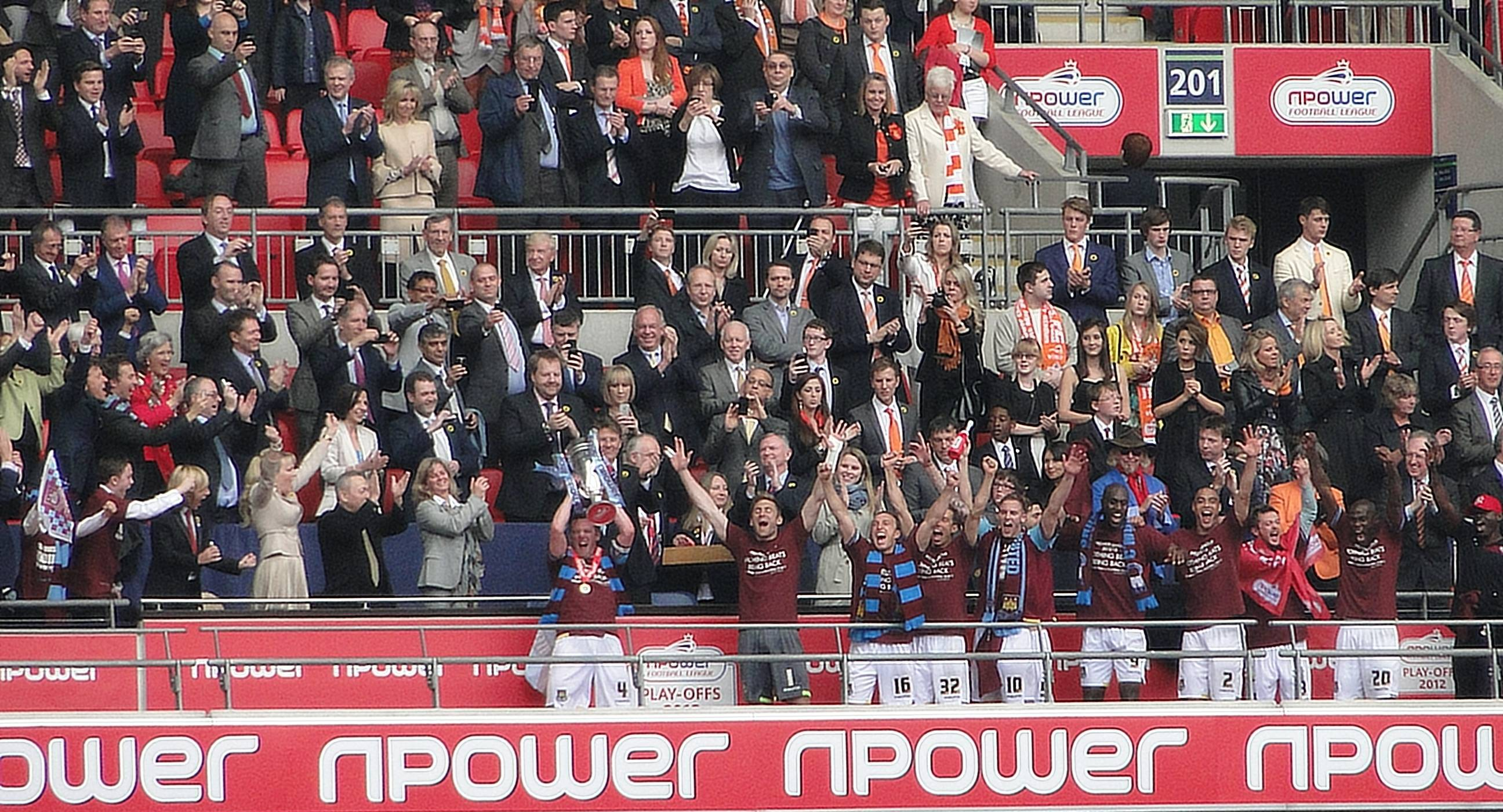
Kevin Nolan ergue troféu depois da final do play-off da Football League Championship de 2012

- Recopa Europeia (1): vice-campeão (1976)
- Liga Europa da UEFA (4): semifinal (2021–22)
- Premier League (1): terceiro colocado (1985–86)
- Copa da Inglaterra (2): vice-campeão (1922–23 e 2005–06)
- Copa da Liga Inglesa (2): vice-campeão (1965–66 e 1980–81)
- Campeonato Inglês - 2ª Divisão (3): vice-campeão (1922–23, 1990–91 e 1992–93)
- FA Youth Cup (4): vice-campeão (1957, 1959, 1975 e 1996)

## Competições da UEFA (1964–2023)
Atualizado até 7 de julho de 2023
| Competição             | Temporadas | Jogos | Vitórias | Empates | Derrotas | Gols a favor | Gols contra | Saldo de gols |
| ---------------------- | ---------- | ----- | -------- | ------- | -------- | ------------ | ----------- | ------------- |
| Recopa Europeia        | 4          | 30    | 15       | 6       | 9        | 58           | 42          | +16           |
| Copa UEFA/Liga Europa  | 4          | 38    | 12       | 6       | 10       | 37           | 24          | +13           |
| Copa Intertoto         | 1          | 6     | 4        | 1       | 1        | 7            | 3           | +4            |
| UEFA Conference League | 1          | 13    | 12       | 1       | 0        | 29           | 8           | +21           |
| Total                  | 10         | 87    | 43       | 14      | 20       | 84           | 61          | +54           |

Finais
| Ano  | Competição       | Adversário  | Resultado                   | Local                                                                   |
| ---- | ---------------- | ----------- | --------------------------- | ----------------------------------------------------------------------- |
| 1965 | Recopa Europeia  | 1860 Munich | 2–0                         | Wembley Stadium, Londres                                                |
| 1976 | Recopa Europeia  | Anderlecht  | 2–4                         | Heysel Stadium, Bruxelas                                                |
| 1999 | Copa Intertoto   | FC Metz     | 0–1 (1º jogo) 3–1 (2º jogo) | Boleyn Ground, Londres (1º jogo) Stade Saint-Symphorien, Metz (2º jogo) |
| 2023 | Liga Conferência | Fiorentina  | 2–1                         | Fortuna Arena, Praga                                                    |

## Estatísticas
- Referência: Site West Ham Stats.[33]

Maiores públicos
- Maior público no Estádio Olímpico de Londres: 59.988 vs Everton, Premier League, 30 de março de 2019.
- Maior público no Boleyn Ground: 42.322 v Tottenham, Division One, 17 de outubro de 1970.[34]
- Pior público na Liga Inglesa: 4.373 v Doncaster Rovers, Division Two, 24 de fevereiro de 1955.

Maiores goleadas
- Campeonato Inglês:

- Premier League:
  - Em casa: 6–0 v Barnsley 10 de janeiro de 1998.
  - Fora: 5–0 v Derby County 10 de novembro de 2007.

- Primeira Divisão:
  - Em casa: 8–0 contra o Sunderland, no dia 19 de outubro de 1968
  - Fora: 6–1 contra o Manchester City, no dia 8 de setembro de 1962

- Segunda Divisão:
  - Em casa: 8–0 contra o Rotherham United, no dia 8 de maio de 1958
  - Fora: 6–0 contra o Leicester City, no dia 15 de fevereiro de 1923

- Copa da Inglaterra:
  - Em casa: 8–1 contra o Chesterfield, no dia 10 de janeiro de 1914.
  - Fora: 5–0 v Chatham Town, no dia 28 de novembro de 1903

- Copa da Liga:
  - Em casa: 10–0 contra o Bury (12–1 no placar agregado), no dia 25 de outubro de 1983
  - Fora: 5–1 contra o Cardiff City (10–3 no placar agregado), no dia 2 de fevereiro de 1966
  - Fora: 5–1 contra o Walsall, no dia 13 de setembro de 1967

- Taça dos Clubes Vencedores de Taças:
  - Em casa: 5–1 contra o Real Madrid Castilla (6–4 no placar agregado), no dia 1 de outubro de 1980
  - Fora: 2–1 contra o Lausanne (6–4 no placar agregado), no dia 16 de março de 1965

- Copa UEFA:
  - Em casa: 3–0 contra o NK Osijek, no dia 16 de setembro de 1999
  - Fora: 3–1 contra o NK Osijek, no dia 30 de setembro de 1999

Jogadores recordistas
Quem mais atuou pelo West Ham:
| Pos. | Jogador           | Carreira             | Nº de jogos |
| ---- | ----------------- | -------------------- | ----------- |
| 1º   | Billy Bonds       | 1967–1988            | 799         |
| 2º   | Frank Lampard Sr. | 1967–1985            | 670         |
| 3º   | Bobby Moore       | 1958–1974            | 644         |
| 4º   | Trevor Brooking   | 1967–1984            | 643         |
| 5º   | Alvin Martin      | 1977–1996            | 600         |
| 6º   | Mark Noble        | 2004–2005, 2006–2022 | 550         |
| 7º   | Jimmy Ruffell     | 1921–1937            | 548         |
| 8º   | Steve Potts       | 1985–2002            | 505         |
| 9º   | Vic Watson        | 1920–1935            | 505         |
| 10º  | Geoff Hurst       | 1959–1972            | 502         |

Maiores artilheiros do West Ham:
| Pos. | Jogador            | Carreira            | Nº de gols |
| ---- | ------------------ | ------------------- | ---------- |
| 1º   | Vic Watson         | 1920–1935           | 326        |
| 2º   | Geoff Hurst        | 1959–1972           | 252        |
| 3º   | Jimmy Ruffell      | 1921–1937           | 166        |
| 4º   | John Dick          | 1953–1963           | 166        |
| 5º   | Tony Cottee        | 1983–1988 1994–1996 | 146        |
| 6º   | Johnny Byrne       | 1961–1967           | 107        |
| 7º   | Bryan ‘Pop’ Robson | 1970–1974 1976–1979 | 104        |
| 8º   | Trevor Brooking    | 1967–1984           | 102        |
| 9º   | Malcolm Musgrove   | 1953–1963           | 100        |
| 10º  | Martin Peters      | 1962–1970           | 100        |

## Uniformes

### 1º uniforme
| 2020–21 | 2019–20 | 2018–19 | 2017–18 | 2016–17 | 2015–16 | 2014–15 | 2013–14 | 2012–13 | 2011–12 |

| 2010–11 |

### 2º uniforme
| 2020–21 | 2019–20 | 2018–19 | 2017–18 | 2016–17 | 2015–16 | 2014–15 | 2013–14 | 2012–13 | 2011–12 |

| 2010–11 |

### 3º uniforme
|  |  |  |  |  |  |  |  |  |  |  |  |  |  |  |  |  |  |  |  |  |  |  |  |  |  | 2019–20 | 2018–19 | 2017–18 | 2016–17 | 2015–16 | 2014–15 | 2013–14 |

### Outras combinações
|  |  |  |  |  |  |  |  |  |  |  |  |  |  |  |  |  |  |  |  |  |  |  |  |  |  | 2019–20 | 2018–19 | 2017–18 |  |  |  |  |  |  |  |  |  |  |  |  |  |  |  |  |  |  |  |  |  |  |  |  |  |  | 2015–16 |

## Elenco atual
Última atualização: 21 de setembro de 2023. 